# Aneflomorpha opacicornis
Aneflomorpha opacicornis là một loài bọ cánh cứng trong họ Cerambycidae.